# Демичи

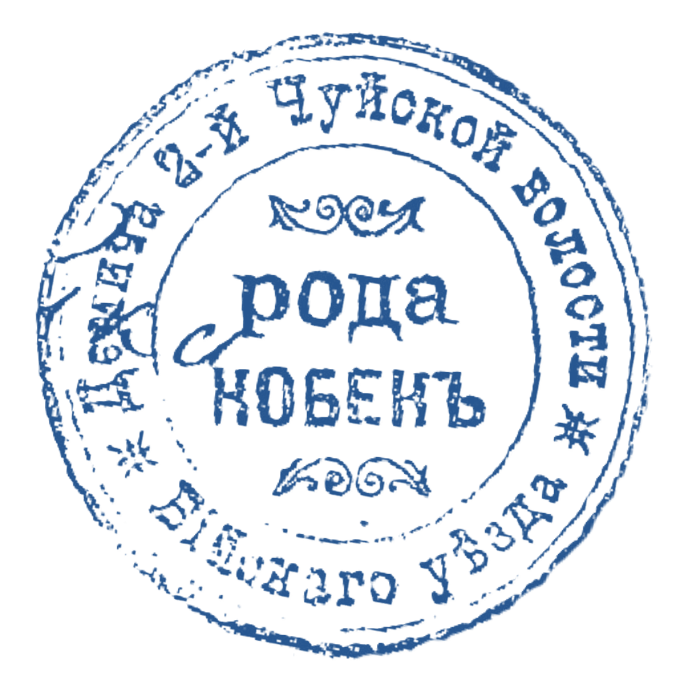
Печать демичи Второй Чуйской Волости из рода Ак-Кёбёков.

Демичи — должностное лицо в Кёбёкском отоке, Тёлёсском отоке и в Алтайских дючинах, возглавлявший арманы в XVIII-XX веках.

## Назначение на должность
Должность демичи была пожизненной и переходила от отца к сыну. В 1889 году институты наследственного демичи были отменены. На их смену пришли выборы на ограниченный срок. Однако, несмотря на это, их старались избирать из одного и того же сеока.

## Обязанности
Главная функция демичей состояла в соборе налогов с членов своего рода и жителей подвласного армана. Помимо этого они могли выступать в роли судьи и решать мелкие вопросы, касающиеся армана.
В Кёбёкском отоке и Тёлёсском отоке в 1818 году по решению Цинского правительства демичам было даровано титулование "Джэрги Ягнгин", что соответствовало чину четвертой степени.